# Ladan (oblast de Tchernihiv)
Ladan (ukrainien : Ладан, russe : Ладан) est une commune urbaine de l'oblast de Tchernihiv, en Ukraine. Elle compte 5 804 habitants en 2021.